# Lăng Hoán Tân
Lăng Hoán Tân (tiếng Trung giản thể: 凌焕新, bính âm Hán ngữ: Líng Huànxīn, sinh tháng 3 năm 1962, người Hán) là tướng lĩnh Quân Giải phóng Nhân dân Trung Quốc. Ông là Thượng tướng Quân Giải phóng Nhân dân Trung Quốc, Ủy viên dự khuyết Ủy ban Trung ương Đảng Cộng sản Trung Quốc khóa XX, hiện là Chính ủy Viện Khoa học Quân sự Trung Quốc. Ông từng giữ các chức vụ trong quân đội như Phó Bí thư Ủy ban Kiểm tra Kỷ luật Quân ủy Trung ương; Chủ nhiệm Bộ Công tác chính trị Chiến khu Bắc Bộ.
Lăng Hoán Tân là đảng viên Đảng Cộng sản Trung Quốc. Ông có sự nghiệp hơn 40 năm tại ngũ, hoạt động chủ yếu trong lĩnh vực chính trị của quân đội trước khi tham gia lãnh đạo ngành khoa học quân sự Trung Quốc.

## Sự nghiệp
Lăng Hoán Tân sinh tháng 3 năm 1962 tại huyện Tĩnh Giang, nay là thành phố cấp huyện thuộc địa cấp thị Thái Châu, tỉnh Giang Tô, Cộng hòa Nhân dân Trung Hoa. Ông lớn lên và tốt nghiệp phổ thông ở Tĩnh Giang, sau đó nhập ngũ Quân Giải phóng Nhân dân Trung Quốc, được điều chuyển công tác ở trung ương, phục vụ hoạt động chính trị trong quân đội. Ông từng là Phó Cục trưởng Cục Tổ chức của Tổng bộ Chính trị Quân ủy Trung ương những năm 2010. Tháng 1 năm 2016, ông được bổ nhiệm làm Chủ nhiệm Bộ Công tác chính trị Lục quân Chiến khu Bắc Bộ vào thời điểm hệ thống quân đội được cải tổ, 5 chiến khu được thành lập. Sau đó 1 năm, vào tháng 3 năm 2017, ông được điều về Trung ương, phân công làm Ủy viên chuyên chức Ủy ban Kiểm tra Kỷ luật Quân ủy Trung ương. Ngày 24 tháng 2 năm 2018, ông trúng tuyển Đại biểu của Đại hội Đại biểu Nhân dân Toàn quốc khóa XIII, nhiệm kỳ 2018–2023.
Tháng 12 năm 2018, Lăng Hoán Tân được phê chuẩn làm Phó Bí thư Ủy ban Kiểm Kỷ Quân ủy Trung ương, sau đó 1 năm thì được thăng quân hàm Trung tướng. Cuối năm 2022, ông được bầu là đại biểu dự Đại hội Đảng Cộng sản Trung Quốc lần thứ XX, từ đoàn Quân Giải phóng và Vũ cảnh. Trong quá trình bầu cử tại đại hội, ông tiếp tục được bầu là Ủy viên dự khuyết Ủy ban Trung ương Đảng Cộng sản Trung Quốc khóa XX. Ngày 28 tháng 6 năm 2023, ông được thăng quân hàm Thượng tướng, bậc chính quân khu, bổ nhiệm làm Chính ủy Viện Khoa học Quân sự Quân ủy Trung ương.

## Lịch sử thụ phong quân hàm
| Quân hàm |             |             |              |  |  |  |  |  |  |  |  |
| Cấp bậc  | Thiếu tướng | Trung tướng | Thượng tướng |  |  |  |  |  |  |  |  |
|          |             |             |              |  |  |  |  |  |  |  |  |